# Save Me (Fair Warning)
Save Me è il secondo singolo estratto da Go!, terzo album dei Fair Warning.

## Formazione
- Tommy Heart (voce)
- Andy Malecek (chitarra)
- Helge Engelke (chitarra)
- Ule Ritgen (basso)
- Philippe Candas (batteria)

## Tracce
1. Save Me
2. All on Your Own (EP Version)
3. Give in to Love (For EP Only)
4. Come on (For EP Only)